# Sylter Verkehrsgesellschaft
Die Sylter Verkehrsgesellschaft (SVG) ist ein Verkehrsunternehmen, das den Öffentlichen Personennahverkehr auf der Insel Sylt mit fünf Omnibuslinien betreibt. Eigentümer ist seit 1995 der Nordstrander Reeder Sven Paulsen, der neben der SVG die von seinem Vater Kurt Paulsen gegründete Insel- und Halligreederei Paulsen führt. Sitz des Unternehmens ist Westerland.

## Geschichte
Das Unternehmen wurde im Jahr 1952 gegründet. 1956 übernahm der Unternehmer Ruy Prahl das Unternehmen. Er betrieb bereits mit dem Omnibus-Verkehrsbetrieb Heinrich Prahl („Mittelholsteiner Liniendienst“) Überlandbuslinien von Bad Bramstedt aus; dieser Betrieb wurde Ende 1957 von den Verkehrsbetrieben Hamburg-Holstein (VHH) übernommen.
In der SVG wurden nun die beiden vorher selbstständig betriebenen Strecken der Sylter Inselbahn zusammengefasst. Schon kurz nach der Gründung der SVG wurden neben der Inselbahn auch zunehmend Omnibusse eingesetzt. Zum Ende des Jahres 1970 wurde der Betrieb der Inselbahn vollständig eingestellt und die Busse übernahmen den Personentransport allein.

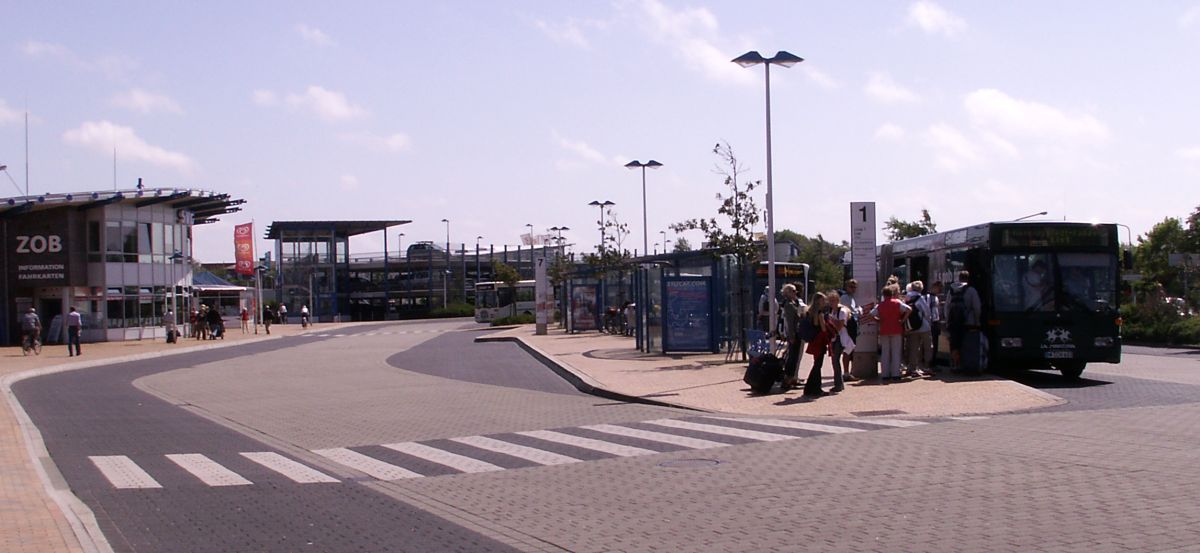
Der Bus ersetzte die Bahn – SVG-ZOB am ehem. Inselbahnhof

## Linienübersicht
Heute existieren folgende Linienverbindungen:
10 Westerland, ZOB – Wenningstedt – Kampen – List (Betrieb 5–0 Uhr, tagsüber 20-Minuten-Takt, in der Hochsaison 15-Minuten-Takt, außerhalb der Saison 30-Min-Takt)
20 Westerland, ZOB – Rantum – Hörnum (Betrieb 5–23:30 Uhr, 8–10 + 16–18:30 Uhr: 15-Minuten-Takt, 10–16 Uhr: 20-Minuten-Takt; außerhalb der Saison 30-Min-Takt)
30 Westerland, ZOB → Tinnum → Keitum → Munkmarsch → Braderup → Wenningstedt → Westerland ZOB/Bf
3a0 Westerland, ZOB → Wenningstedt → Braderup → Munkmarsch → Keitum → Tinnum → Westerland ZOB/Bf (Gegenrichtung zu Linie 3, kein Spätverkehr)
40 Westerland, ZOB – Tinnum – Keitum – Archsum – Morsum (kein Spätverkehr)
50 List, Hafen → DJH List → List, Weststrand → Kampen, Vogelkoje (nur in dieser Richtung, zurück nach List in Kampen, Vogelkoje zur Linie 1 umsteigen; kein Spätverkehr)
Außerdem betreibt die SVG montags bis sonnabends mit einem Kleinbus-Kurs drei Ringlinien in Westerland und nach Tinnum:
A0 Westerland, ZOB → Syltness Center → Südwäldchen → Campingplatz → FKK-Strand → Breslauer Straße → Westerland ZOB (nur werktags 7–18 Uhr, 90-Minuten-Takt)
B0 Westerland, ZOB → Alte Dorfkirche → Kollundweg → Nordseeklinik → Syltness Center → Westerland ZOB (nur werktags 7:30–18:30 Uhr, 90-Minuten-Takt)
C0 Westerland, ZOB → Alte Dorfkirche → Tinnum, Einkaufszentrum → Am Hangar → Siedlung → Schule → Westerland, Neuapostolische Kirche → Westerland, ZOB (nur werktags 8–17 Uhr, 90-Minuten-Takt)
Ausgangspunkt aller Linien mit Ausnahme der Linie 5 ist der ZOB am Bahnhof im Stadtzentrum von Westerland. Die Taktung der Linienverbindung ist zumeist derart abgestimmt, dass dort sowohl ein zeitnahes Umsteigen zwischen den Linien möglich ist als auch die Fahrpläne der Marschbahn am Bahnhof Berücksichtigung finden, die auf Sylt auch Keitum und Morsum bedient.
Die SVG setzt für den Linienverkehr hauptsächlich die Bustypen Mercedes-Benz Citaro als 12-m- und als Gelenkbus-Variante sowie Mercedes-Benz Sprinter (Kleinbus) ein.
Ab Oktober 2016 verkehrte auch ein Batteriebus des Typs Sileo S12 bei der SVG, der inzwischen veräußert wurde. Seit Oktober 2022 betreibt die SVG mehrere Batteriebusse vom Typ MAN Lion’s City E.

## Sonstiges
Daneben bietet die SVG regelmäßig Inselrundfahrten, Ausflugsfahrten und Sonderfahrten an. Auch der Schülertransport zu den Schulen und zahlreichen Ferien- und Kurheimen auf der Insel wird mit Fahrzeugen der SVG durchgeführt.
Bei Inselrundfahrten und im Reiseverkehr setzt die SVG Reisebusse der Hersteller EvoBus (v. a. Mercedes-Benz Travego) und Van Hool (auch Doppeldeckerbusse) ein.
Eine Besonderheit sind die am Heck der Linienbusse montierten Fahrradträger, die bis zu fünf Fahrräder aufnehmen können. Sie sind nicht selbst konstruiert, wie ihr ansonsten seltenes Vorkommen suggeriert, sondern stammen von der Firma Harbeck aus Bayern.

## Oldtimerbusse

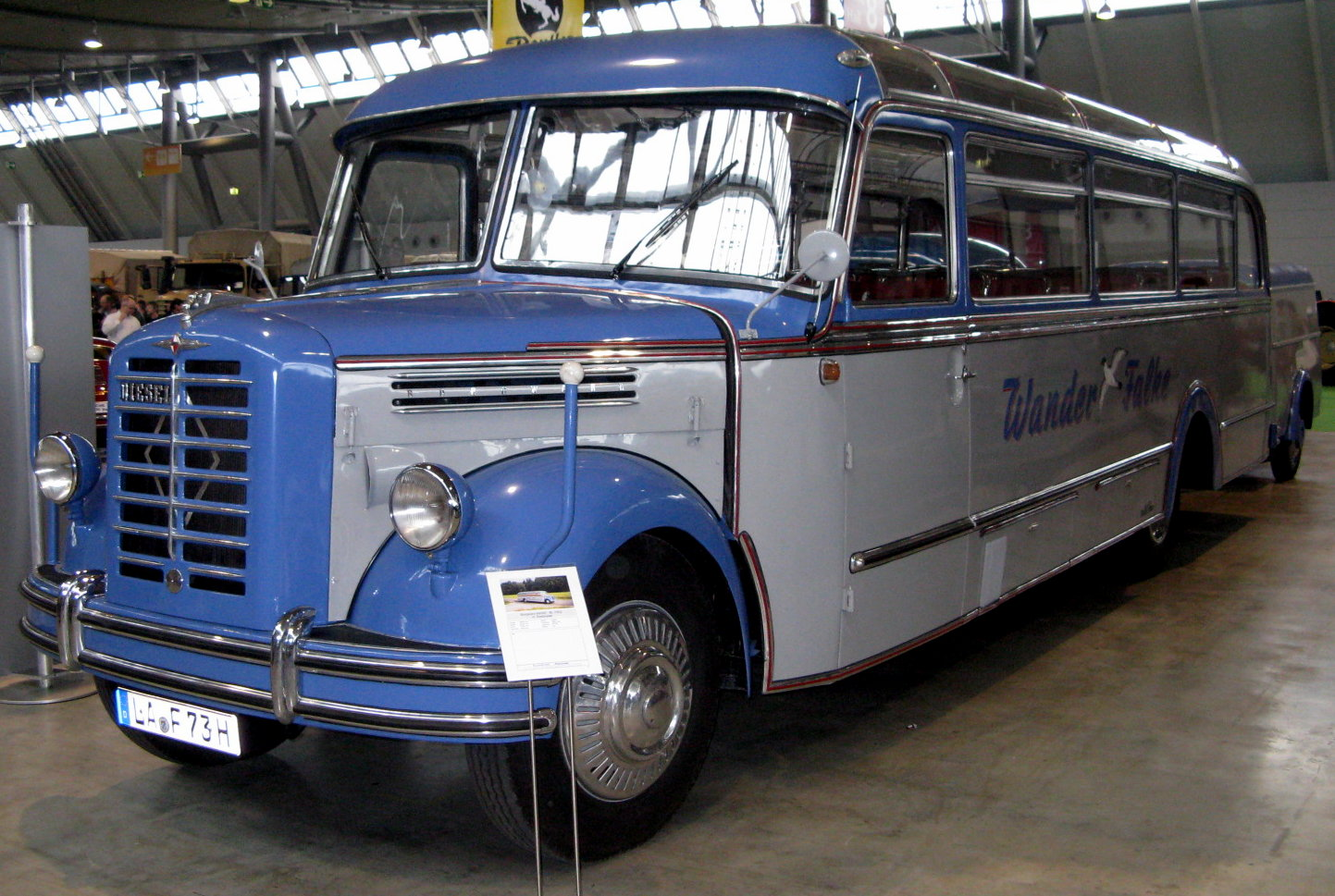
Borgward BO 4000 (1952) – blauer Haubenlenker-Oldtimerbus

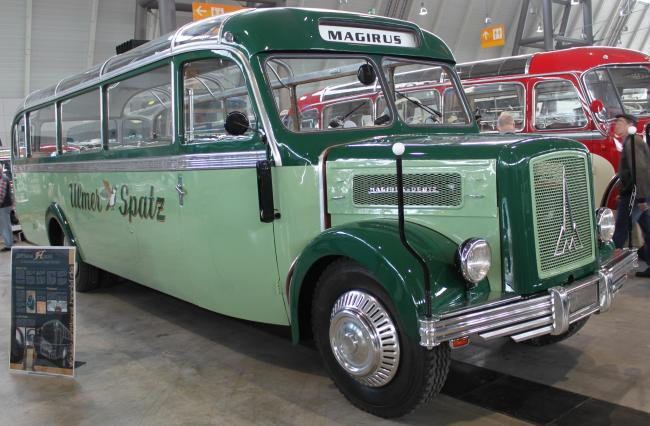
Magirus-Deutz O 3500 – grüner Haubenbus, hier noch mit der Flankenbeschriftung des Vorbesitzers bis 2015

Die SVG hat in neuerer Zeit (wieder) zwei historische Haubenbusse, mietbar für Gesellschafts- und Sonderfahrten:
- ausgeschieden vor Februar 2015: Hauben-Oldtimerbus FBW, Schweiz, gelb (1958 oder 1968)
- seit Sommer 2011: Borgward BO 4000, blau (1952); das letzte fahrende Exemplar dieses Typs[4], ähnlich den Borgward-(Sattel-)Zugmaschinen der Inselbahn – ab 1953 bis Ende 1970[5]
- ab Anfang Februar 2015: Magirus-Deutz O 3500, grün (1950)[6]

Der gelbe und der blaue Oldtimerbus und 13 weitere alte Haubenbusse aus ganz Deutschland fuhren am 6. Juli 2013 zum 125-Jahr-Jubiläum der Sylter Inselbahn eine Inselrundfahrt für 1000 Passagiere.